# Landriano
Landriano (Landriàn in dialetto pavese) è un comune italiano di 6 545 abitanti della provincia di Pavia in Lombardia. Si trova nel Pavese nordorientale, al confine con la città metropolitana di Milano, sulla sponda sinistra del Lambro meridionale, che qui forma un'isoletta su cui sorge l'antico Castello.

## Storia
Landriano, noto fin dall'XI secolo, apparteneva al territorio milanese, e precisamente al monastero di Sant'Ambrogio di Milano. Ebbe signori locali, che dal luogo presero il nome di Capitani di Landriano o Landriani. Nel 1396 Gian Galeazzo Visconti donò molti fondi agricoli a Landriano alla Certosa di Pavia. Nel 1522 subentrarono come feudatari i Taverna di Milano, Conti di Landriano, fino all'abolizione del feudalesimo. Ai tempi dello scontro tra l'imperatore Federico Barbarossa e i comuni lombardi, Landriano fu teatro di importanti avvenimenti ed ospitò più volte lo stesso Barbarossa che fece ricostruire il castello e lo stesso paese, facendone un vero e proprio borgo.

### Guerra della Lega di Cognac
La battaglia di Landriano, che ebbe luogo il 21 giugno 1529 in un'area compresa tra le Case alla Porta e la cascina Maiera lungo la strada intercomunale per Zibido al Lambro, più precisamente sulla sponda sinistra del fiume Lambro, nell'area del "Camp a Bass", durante la Guerra della Lega di Cognac (una delle guerre d'Italia), segnò la fine delle ambizioni di Francesco I verso Milano. Quanto al suo avversario, Carlo V, che era stato eletto imperatore, ma non era ancora stato incoronato dal Papa, poté ottenere la sua consacrazione a Bologna tra il 22 e il 24 febbraio 1530, grazie a questa vittoria e strappare alla Francia l'umiliante trattato di Barcellona (29 giugno 1529). Questa sconfitta portò alla firma della Pace di Cambrai. Le principali cause della sconfitta dei francesi furono la defezione del capitano genovese Andrea Doria, che entrò al servizio degli imperialisti, e il fallimento dell'assedio di Napoli, a seguito delle peste le cui vittime furono, tra gli altri, il generale francese Lautrec e Pietro Navarro. Durante la battaglia i lanzichenecchi non combatterono a fianco dei francesi e si rifiutarono di prendere parte alla battaglia perché da molto tempo non venivano pagati, per questo i francesi vennero sconfitti rovinosamente e tentarono di salvarsi abbandonando le armi e tentando di attraversare il fiume Lambro a nuoto che però in quei giorni era in piena. Una di queste armi venne trovata dopo la seconda guerra mondiale: un'alabarda di ferro ossidata ma ancora in buone condizioni. L'alabarda è stata esaminata da un esperto ed è risultata di produzione tedesca e forse appartenente ad un caporale o un furiere.

### Età moderna
Landriano appartenne fino al 1786 alla provincia del Ducato di Milano, nel cui ambito faceva parte della pieve civile di San Giuliano; nel 1786 venne assegnato alla Provincia di Pavia nell'ambito delle riforme illuministe dell'imperatore Giuseppe II. Nel 1872 al comune di Landriano fu unito quello di Pairana.
- Pairana (CC G245), luogo molto antico, noto fin dal IX secolo, fece parte del feudo di Bascapè, appartenente all'omonima famiglia, passando nel XIV secolo ai Brivio. Apparteneva alla pieve di San Giuliano, e nel 1786 fu assegnato alla provincia di Pavia. Nel 1872 il comune di Pairana fu abolito e unito a Landriano.

### Il tesoro di Landriano
Nel 1897 alcuni operai intenti a lavorare in una cava di sabbia sulle rive del Lambro meridionale (presso la cascina Grassa, dietro il castello di Landriano) trovarono per caso alcuni oggetti preziosi e precisamente:
- una fibbia in oro e granati con due teste d'aquila;
- due orecchini o decorazioni del costume anch'essi in oro e granati;
- un cammeo (pietra preziosa lavorata) raffigurante una scena di caccia;
- un anello con pietra preziosa. Dopo essere stato ritrovato, è andato perduto.

Questi gioielli secondo gli archeologi risalgono all'arte degli ostrogoti e probabilmente appartenevano a un personaggio molto importante di questo popolo. Il tesoro è conservato al civico museo archeologico di Milano, nella sala dedicata ai reperti barbarici.

### L'alabarda di Landriano
All'alba del 21 giugno del 1529 a Landriano si svolse una battaglia tra Francesi e Spagnoli che mise fine alla guerra della Lega di Cognac. Secondo alcuni, gli scontri avvennero a sud del paese, tra la Roggia Bolognina e il Lambro Meridionale, ovvero tra le Case alla Porta e la Cascina Maiera. Già in precedenza in quest'area era stata ritrovata una palla di cannone in pietra, che ora si trova nell'ufficio del sindaco. Negli anni del secondo dopoguerra un cittadino rinvenne un'altra arma dello stesso periodo: si tratta di un'alabarda in ferro. Risulta di fabbricazione tedesca, probabilmente appartenente ai Lanzichenecchi, che in realtà erano presenti, ma non parteciparono alla battaglia per protesta nei confronti dei Francesi, dei quali erano al soldo. Secondo le cronache essi ripetevano: "Noi non siamo pagati e non vogliamo combattere". L'arma è stata ritrovata sulla riva sinistra del Fiume Lambro Meridionale. Ciò fa pensare che il soldato abbia abbandonato l'arma per terra prima di gettarsi nel fiume per mettersi in salvo.

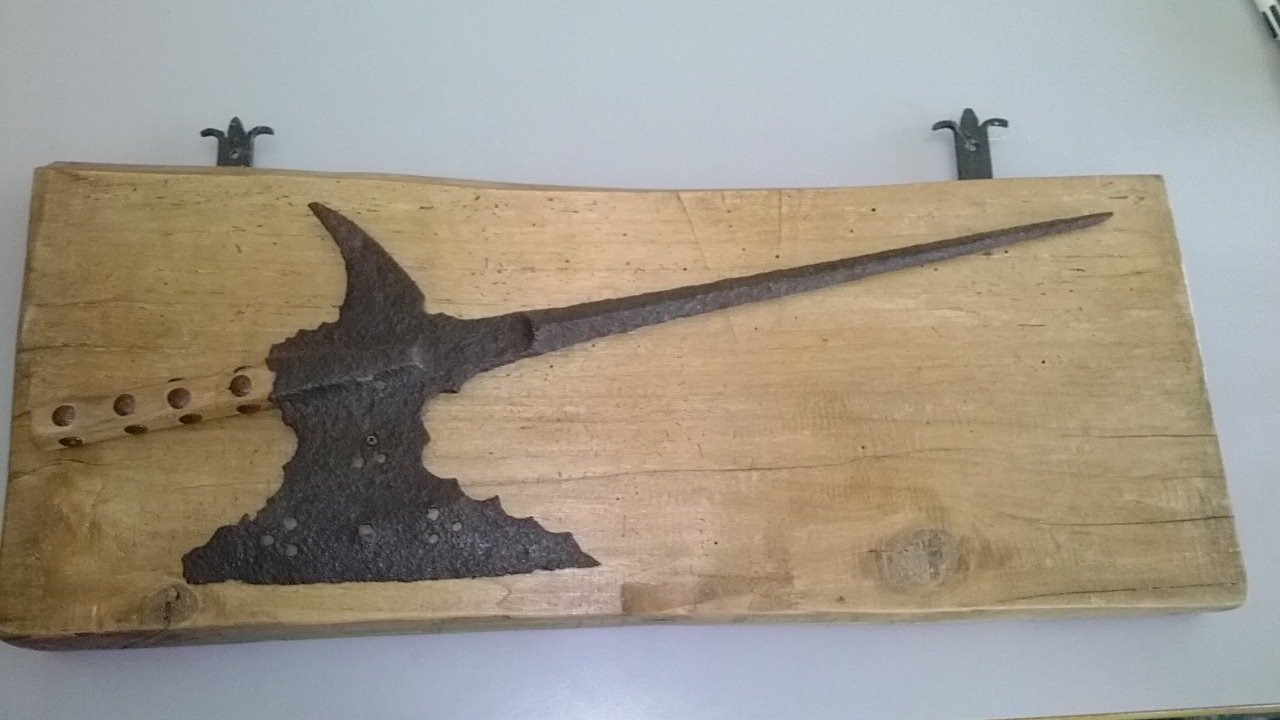
L'alabarda di Landriano
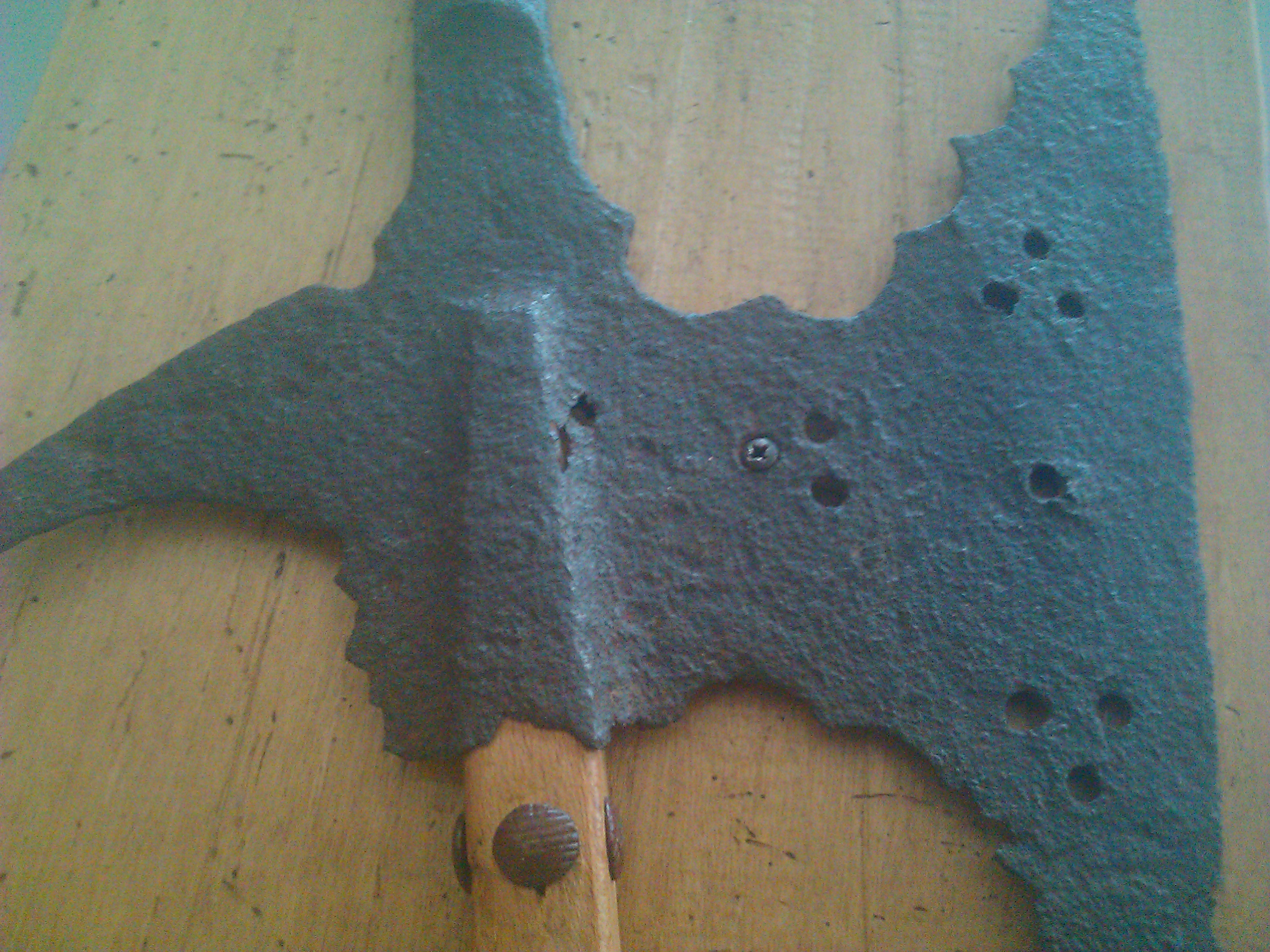
Particolare dell'alabarda

### Simboli
Lo stemma e il gonfalone sono stati concessi con decreto del presidente della Repubblica del 27 aprile 1970.
Il gonfalone è un drappo troncato, di rosso e di bianco.

## Monumenti e luoghi d'interesse
- Chiesa parrocchiale di San Vittore
- Chiesa di San Quirico, parrocchiale sino al 1708
- Casa della Salute "Rita Levi Montalcini"

## Società

### Evoluzione demografica
- 570 nel 1751
- 1 745 nel 1805
- 2 116 nel 1853
- 2 189 nel 1859
- 2 245 nel 1861
- 2 350 nel 1871

Abitanti censiti

## Amministrazione
| Periodo | Periodo   | Primo cittadino      | Partito                              | Carica  | Note |
| ------- | --------- | -------------------- | ------------------------------------ | ------- | ---- |
| 1995    | 2004      | Graziella Bernardini | Lista civica                         | Sindaco |      |
| 2004    | 2014      | Roberto Aguzzi       | Lista civica                         | Sindaco |      |
| 2014    | 2019      | Maria Ivana Vacchini | Lista civica "Insieme per Landriano" | Sindaco |      |
| 2019    | 2024      | Luigi Servida        | Lista civica "Dialoghiamo"           | Sindaco |      |
| 2024    | In carica | Roberto Aguzzi       | Lista civica                         | Sindaco |      |